# Dsungarischer Alatau

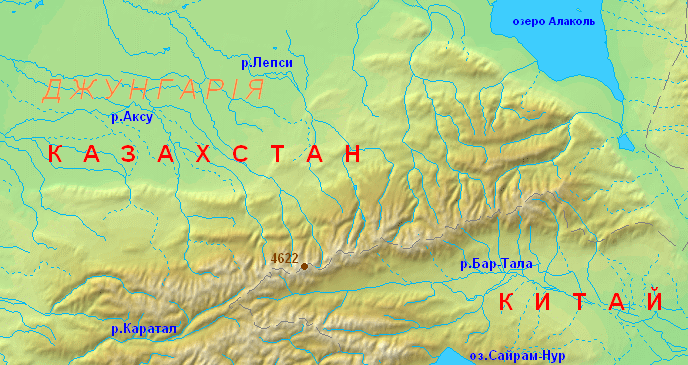
Karte des Dsungarischen Alataus

Der Dsungarische Alatau (kasachisch Жетісу Алатауы, russisch Джунгарский Алатау, chinesisch 阿拉套山, Pinyin Ālātào Shān) ist ein bis 4622 m hohes Hochgebirge auf der Grenze von Kasachstan zu China.
Der Dsungarische Alatau verläuft entlang der Grenze der Provinz Almaty (Kasachstan) und des Gebiets Xinjiang (China). Er wird begrenzt von der Talebene des Ili im Westen und der Dsungarischen Pforte im Osten. Nördlich des Alatau befinden sich das Siebenstromland und der Alakölsee, im Süden schließt sich der Borochoro an. Im Südwesten, südlich des Oberlaufs des Köksu, liegen die Gebirgszüge Toqsanbai und Beschintau.
Der Dsungarische Alatau erstreckt sich über 450 km Länge etwa in Ostnordost-Westsüdwest-Richtung. Seine Breite variiert zwischen 50 und 190 km. Das Gebirge bildet den nördlichsten Teil Hochasiens.
Der höchste Berg des Dsungarischen Alatau ist der Alagordy (auch Besbakan oder Pik Semenov-Tianshanskiy) (4622 m).

## Berge (Auswahl)
Im Folgenden sind eine Anzahl von Gipfeln entlang dem Hauptkamm des Dsungarischen Alatau, sortiert in West-Ost-Richtung, aufgelistet:
- Asylbai (3587 m) (⊙), Kasachstan
- Alagordy (Besbakan, Pik Semjonowa-Tjan-Schanskogo) (4622 m) (⊙), VR China, Kasachstan
- Baskantau (4247 m) (⊙), Kasachstan, VR China
- Chamariga (4127 m) (⊙), Kasachstan, VR China
- Saimak (4107 m) (⊙), Kasachstan